# Theologische Hochschule Ferenc Gál
Die Theologische Hochschule Ferenc Gál, auch Ferenc-Gál-Kolleg, (ungarisch Gál Ferenc Főiskola, Gál Ferenc Hittudományi Főiskola, kurz GFC) ist eine nichtstaatliche Hochschule mit Hauptsitz am Domplatz in Szeged, Ungarn.

## Historie
Die Hochschule wurde von Julius Glattfelder (ungarisch: Gyula Glattfelder), Bischof des Bistums Szeged-Csanád, als Kollegium gegründet. Unter jesuitischer Leitung nahm man den Studienbetrieb 1930 auf. Mit der kommunistischen Machtübernahme 1950 wurden religiöser Orden verboten und somit der Schulbetrieb eingestellt. Anfang der 1970er Jahre wurde eine theologische Ausbildung im Untergrund wiederaufgebaut; ab 1983 wurde der Aufbau von Fernkursen erlaubt.
Mit der Öffnung des Ostens 1989 und dem Regimewechsel war eine Ausbildung weltlicher Vollzeitstudenten als Theologen und Religionslehrer wieder möglich. Mit einer Angliederung an die Theologische Fakultät der Katholischen Péter-Pázmány-Universität waren ab 1995 Hochschulabschlüsse gesichert und vom Heiligen Stuhl anerkannt.
Namensgeber ist seit 2008 Ferenc Gál, ein Dogmatikprofessor und von 1992 bis 1998 erster Rektor der Katholische Péter-Pázmány-Universität. Derzeitiger Großkanzler ist László Kiss-Rigó; Rektor ist Gábor Kozma.
Über das Erasmus-Programm besteht ein Hochschulnetzwerk mit 38 Hochschulen; es werden Studienprogramme in Englisch, Italienisch und Deutsch angeboten.

## Organisation
Die Hochschule bietet Hochschulabschlüsse als Bachelor-, Master- und PhD-Studien an in den Studienrichtungen
- Fakultät Theologie in Szeged
- Fakultät Gesundheits- und Sozialwissenschaften in Gyula
- Fakultät Pädagogik in Szarvas
- Fakultät Wirtschaftswissenschaften in Békéscsaba
- Institut für Landwirtschaft in Mezőtúr
- Ferenc Gál Lehrerseminar für Grund- und Primarschule in Szarvas
- Ferenc Gál Lehrerseminar für Berufsschule, Gymnasium (Grammar School) und Internat in Békés und Szeged

angegliedert
- St. Gellert-Institut für Musik und Ethik